# Un fameux régisseur
Pour plus de détails, voir Fiche technique et Distribution.
Un fameux régisseur ou Harold régisseur (Ring Up the Curtain) est un film américain réalisé par Alfred J. Goulding, sorti en 1919.

## Fiche technique
- Titre original : Ring Up the Curtain
- Titre français : Un fameux régisseur
- Réalisation : Alfred J. Goulding
- Production : Hal Roach
- Pays d'origine : États-Unis
- Format : Noir et blanc - 1,33:1 - Film muet
- Genre : comédie, court métrage
- Date de sortie : 1919

## Distribution

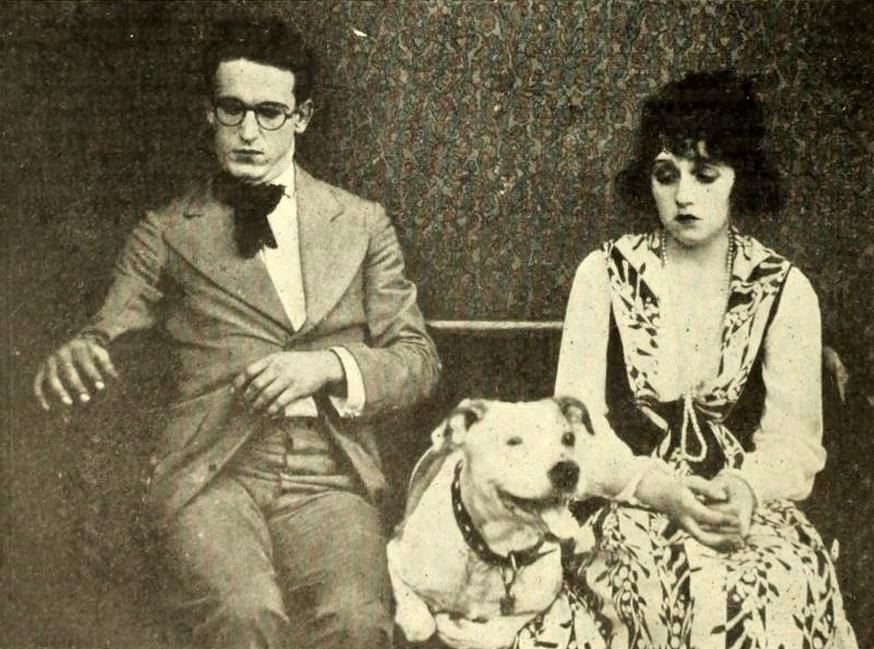
Harold Lloyd et Bebe Daniels dans une scène du film.

- Harold Lloyd : le régisseur
- Bebe Daniels : l'actrice principale
- Snub Pollard : l'acteur principal
- Bud Jamison : un acteur
- Noah Young : un acteur
- James Parrott
- Sammy Brooks
- Dee Lampton
- Marie Mosquini
- Fred C. Newmeyer
- Charles Stevenson